# Peste di Marsiglia
La peste di Marsiglia del 1720 è stata l'ultima epidemia di peste registrata in Francia, nell'allora Regno di Francia e di Navarra.

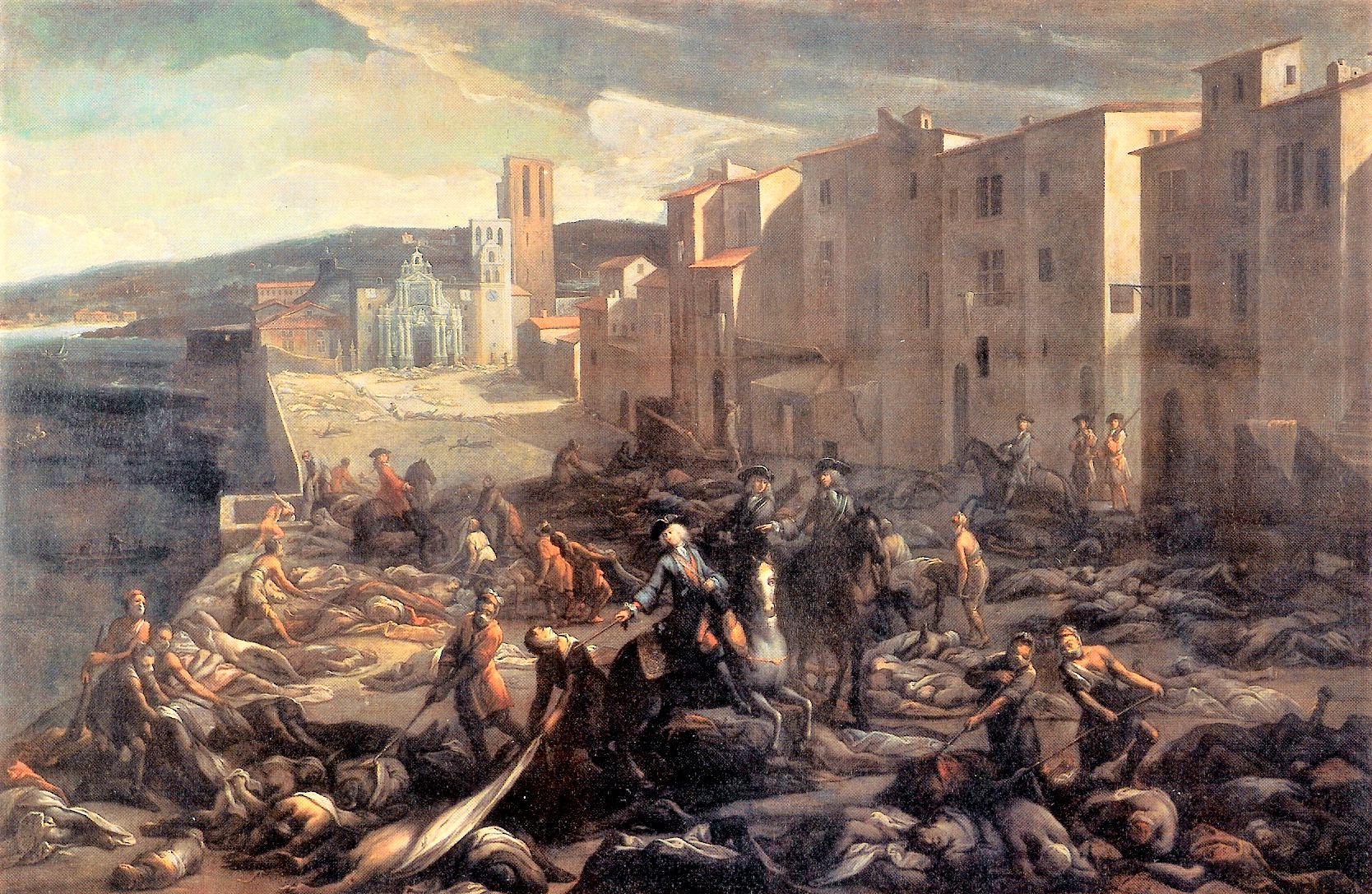
Scena della peste del 1720 a la Tourette (Marsiglia), tavola di Michel Serre (museo Atger, Montpellier). La sepoltura dei morti a la Tourette del Cavalier Roze, fu un esemplare intervento dello Stato, e oggetto di numerose rappresentazioni iconografiche.

## Storia
Il Grand-Saint-Antoine, una nave proveniente da Levante (una regione della Siria), che attraccò a Marsiglia il 25 maggio 1720, fu all'origine dell'epidemia. Il suo carico, costituito da tessuti e batuffoli di cotone, era stato infettato dai bacilli di Yersin, che causarono la peste. A seguito di gravi negligenze, e nonostante la presenza di regolamenti molto rigorosi di quarantena per passeggeri e per le merci, la piaga della peste si diffuse in tutta la città. I quartieri degradati e più antichi furono i più colpiti; la peste si diffuse molto rapidamente nella città dove causò 40 000 vittime su 90 000 abitanti, a cui si sommarono le oltre 120 000 vittime in Provenza su una popolazione di circa 400.000 abitanti.
La responsabilità per il mancato rispetto dei regolamenti sanitari è stata attribuita al comandante della nave, il capitano Jean-Baptiste Chataud, e al vice sindaco, Jean-Baptiste Estelle, anche se nessuna prova formale è mai stata trovata. Tuttavia è certo che i commissari della salute, responsabili dell'attuazione delle norme di sicurezza, agirono con grande leggerezza: la domanda se essi avessero subito pressioni da parte di consiglieri comunali rimane invece senza risposta.
L'alimentazione della popolazione e l'evacuazione dei cadaveri crearono gravi problemi di movimento per diversi anni. La rimozione dei corpi dal quartiere della Tourette, dove si trovavano le prigioni di Arsenal, ad esempio, richiese l'intervento di comando del Cavaliere Roze. Molti religiosi, tra cui il vescovo de Belsunce, s'impegnarono a prestare forte conforto morale ai moribondi. Questa epidemia ha dato origine a molte rappresentazioni artistiche, tra cui quelli del pittore Michel Serre, testimone diretto di questa epidemia. Si tratta di un episodio storico di grande importanza, ancora molto presente nella memoria collettiva di Marsiglia.

## Bibliografia

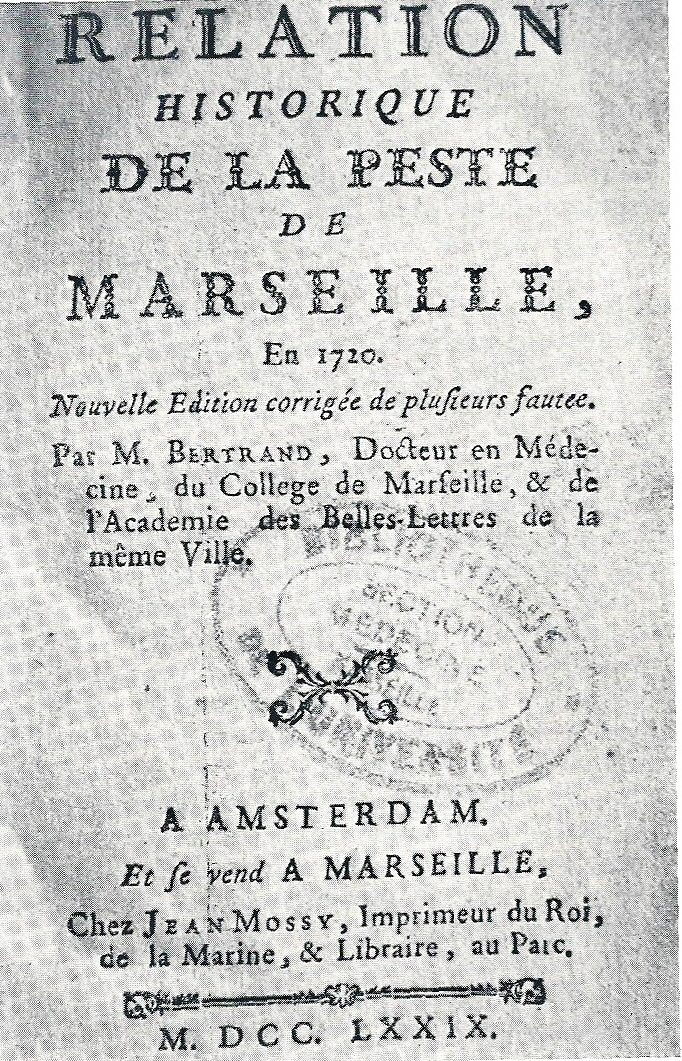
J.B. Bertrand, 1779.
Relazione storica della peste a Marsiglia del 1720